# René Mercet
René Mercet (1 de desembre de 1898 - 13 de juny de 1961) va ser un àrbitre de futbol de Suïssa dels anys 1920 i 1930 que es va fer famós per la seva actuació en el partit Itàlia - Espanya de quarts de final de la Copa del Món de Futbol de 1934.
Mercet era un àrbitre molt valorat, sent seleccionat per a les semifinals i la final de la Copa Suïssa en la dècada de 1930. Les seves actuacions en el campionat suís van portar a Mercet a ser seleccionat per a arbitrar partits internacionals, dirigint una de les semifinals de la Copa Mitropa de 1932, però la seva actuació durant la Copa del Món de Futbol de 1934 va acabar amb la seva carrera.
El torneig va ser utilitzat per Benito Mussolini com a propaganda feixista, igual com faria Adolf Hitler amb els Jocs Olímpics de 1936. A causa d'això va haver-hi moltes pressions perquè Itàlia guanyés la competició, sobretot als àrbitres, molts dels quals van ser suspesos als seus països d'origen.
El primer partit que va dirigir Mercet en el campionat va ser precisament el debut de la selecció italiana, que es va alçar amb la victòria davant Estats Units per set gols a un. Els italians es van enfrontar a Espanya en quarts de final, però el partit, celebrat a l'Stadio Giovanni Berta de Florència el 31 de maig de 1934, va finalitzar amb empat 1-1 després de la pròrroga, per la qual cosa va haver de disputar-se un partit de desempat l'endemà en el mateix escenari. Durant aquest partit, dirigit per Mercet, la premsa va assenyalar que a Espanya li van ser anul·lats dos gols legals, obra de Regueiro i Quincoces, a més de ser-li concedit a Itàlia l'únic gol del partit en una falta de Giuseppe Meazza sobre el porter espanyol Juan Nogués. A més, l'àrbitre suís va ser acusat de permetre el joc dur dels italians, que va culminar amb quatre jugadors espanyols lesionats. Després d'aquesta actuació, Mercet va ser sancionat a perpetuïtat per l'Associació Suïssa de Futbol, i com a conseqüència no va tornar a dirigir un partit internacional de futbol, perquè va ser expulsat també per la FIFA.
El diari espanyol El Mundo va considerar el 2006 l'actuació de Mercet com un dels cinc majors escàndols de la història dels mundials, confirmat per Sports Illustrated, que va destacar en 2010 l'expulsió del suís per part de la seva pròpia federació.